# Éthynol
L'éthynol est un alcyne avec un groupe alcool de formule brute C2H2O. C'est le tautomère du cétène.